# す
す、スは、日本語の音節のひとつであり、仮名のひとつである。1モーラを形成する。五十音図において第3行第3段（さ行う段）に位置する。清音の他、濁音（ず、ズ）を持つ。

## 概要

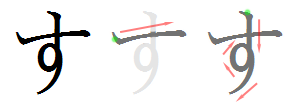
「す」の筆順

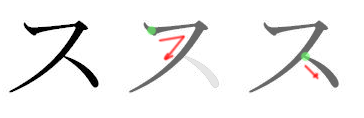
「ス」の筆順

- 現代標準語の音韻：1子音と1母音「う」から成る音。子音は、次の通り。
  - 清音 「す」：舌の先を上歯茎に近づけて、隙間から息を摩擦させて通すときに出る音（歯茎摩擦音）。無声。
  - 濁音 「ず」：語中においては舌の先に近づけて、隙間から声を摩擦させて通すときに出る有声音（有声歯茎摩擦音）。語頭や促音・撥音の後では、いったん舌を上歯茎に付けて、離すときに、狭い隙間を作って摩擦した音を出す有声音（有声歯茎破擦音）、すなわち「つ」の子音の有声音と同じ

。それら二つの「ず」の発音は、一般に日本語の話者にはほとんど聞き分けられず、意味上の差異はない。「ず」は「づ」と同じ発音であり、現代標準語では「ず」と「づ」
を音の上で区別しない（四つ仮名）。現代仮名遣いでは、例外を除いて「づ」で書かれてきたものをすべて「ず」で書く。
- 五十音順：第13位。
- いろは順：第47位。「せ」の次。「京」または「ん」の前。
- 平仮名「す」の：「寸」の草体。ただし「寸」の古代音は忌寸のように「き」である。
- 片仮名「ス」「須」の右下の部分の草体
- ローマ字
  - す：su
  - ず：zu
- 点字：
- 通話表：「すずめのス」
- モールス信号：－－－・－
- 手旗信号：1→2→5

- 発音: す[ヘルプ/ファイル]

## 発音に関する諸事項
- 上代の「す」は [t͡sɯ̈]、[t͡ɕɯ̹˕]、[ɕu] いずれとも論じられているが、確定しがたい。室町時代末には [sɯ̹˕] と発音された[1]。
- 「スィ」のように書いて、「さ、す、せ、そ」の子音と「い」をあわせた音/si/を表す（「し」を「さ、す、せ、そ」と同じ調音点で発音した場合と同一）。また、「スィート（sweet）」のように時に合拗音的音節を表すことがある。これは現代日本語には存在しない発音である（古代日本語には存在した）。

## 様々な用法
- す - 鳥の古名。カラスは「カラカラ」と鳴く「す」。他にウグイス、ホトトギスなど。
- す - 尺貫法における長さの単位「寸」の、平安時代における表記の一つ。
- SMAP 011 ス - SMAPの10枚目のアルバム。
- ス (映画) - 崔洋一監督の2007年の韓国映画「수」の邦題。漢字表記は「壽」。DVD発売時は「ス SOO」。
- す (ラジオ番組) - 1996年10月からCBCラジオ（中部日本放送）で放送されていたラジオ番組 。
- 酢 - 調味料の一つ。酸味を感じたときの口の形からきている[要出典]。
- す, っす (「っす」体) - 丁寧語「です」の崩れた語。
- す - 声優・鈴木崚汰の愛称。